# Depths of Wikipedia

A logo da Depths of Wikipedia: A logo da Wikipedia com uma coroa no topo.

Depths of Wikipedia (em português "Profundidades da Wikipedia") é um grupo de contas de mídia social dedicado a publicar e destacar páginas e fatos estranhos, obscuros e interessantes da Wikipedia. Criada originalmente no Instagram em 2022 por Annie Rauwerda, a conta compartilha trechos de diversos artigos da Wikipédia sobre temas humorísticos ou absurdos. Além da conta no Instagram, o grupo também tem contas no Twitter e no TikTok.

## Criação
Annie Rauwerda, então formada em neurociências na Universidade de Michigan, criou a conta Depths of Wikipedia no Instagram em abril de 2020 como pessoal projeto no início da pandemia de COVID-19, com a intenção de compartilhar fatos estranhos, surpreendentes e interessantes da Wikipédia em inglês entre amigos. Segundo Rauwerda, o projeto foi inspirado em uma colagem de trechos da Wikipedia que ela fez para a revista (zine) de um amigo, e por uma fotografia do artigo da Wikipédia sobre derrubar de vacas. Ela se interessou pela Wikipedia antes de iniciar o projeto, passando um tempo lendo-a quando criança e pelo Wikiracing com amigos do ensino fundamental e médio. Rauwerda organizou um workshop de edição da Wikipedia e shows de comédia ao vivo relacionados ao Depths of Wikipedia.
A influenciadora do Instagram, Caroline Calloway, trouxe ao Depths of Wikipedia sua primeira onda de seguidores, divulgando as postagens da conta favoravelmente após resolver um incidente em que Rauwerda postou sobre a página da Wikipedia de Calloway. Depois que sua conta no Instagram ganhou seguidores, Rauwerda criou contas no TikTok e no Twitter com o mesmo nome, e lançou um boletim informativo cobrindo páginas incomuns da Wikipedia com mais detalhes.

## Atividade
As profundezas da Wikipédia destacaram artigos sobre tópicos como calças explosivas, Gandhi Nuclear, xadrez em um tabuleiro realmente grande e papas sexualmente ativos.
De acordo com Rauwerda, ela frequentemente recebe envios de artigos da Wikipédia para destacar, mas é seletiva na escolha de quais postar. Em outubro de 2021, ela disse que estava recebendo "provavelmente de 30 a 50 envios de usuários por dia".
Ela própria editora da Wikipédia, Rauwerda organizou uma maratona de edição, acolhendo novas contribuições para a enciclopédia, bem como programas de comédia ao vivo baseados em curiosidades da Wikipédia. Em 19 de abril de 2023, a conta do Instagram do Depths of Wikipedia foi suspensa por uma violação não especificada das "diretrizes da comunidade sobre integridade empresarial". A conta foi restaurada dois dias depois.

## Recepção
Seguidores notáveis da conta Depths of Wikipedia incluem Neil Gaiman, John Mayer, Troye Sivan e Olivia Wilde.
De acordo com Heather Woods, professora de retórica e tecnologia da Kansas State University, Depths of Wikipedia "faz com que a Internet pareça menor" ao "oferecer pontos de entrada atraentes - ou às vezes hilariamente pouco atraentes - para a cultura da Internet". Zachary McCune, diretor de marca da Wikimedia Foundation, que financia e hospeda a Wikipédia, chamou a conta de "um lugar onde a Wikipédia ganha vida, como um passeio noturno pelo melhor da Wikipédia".
Rauwerda foi nomeado Colaborador de Mídia do Ano de 2022 na premiação anual da Wikimedia.